# 富爾格倫施托克山

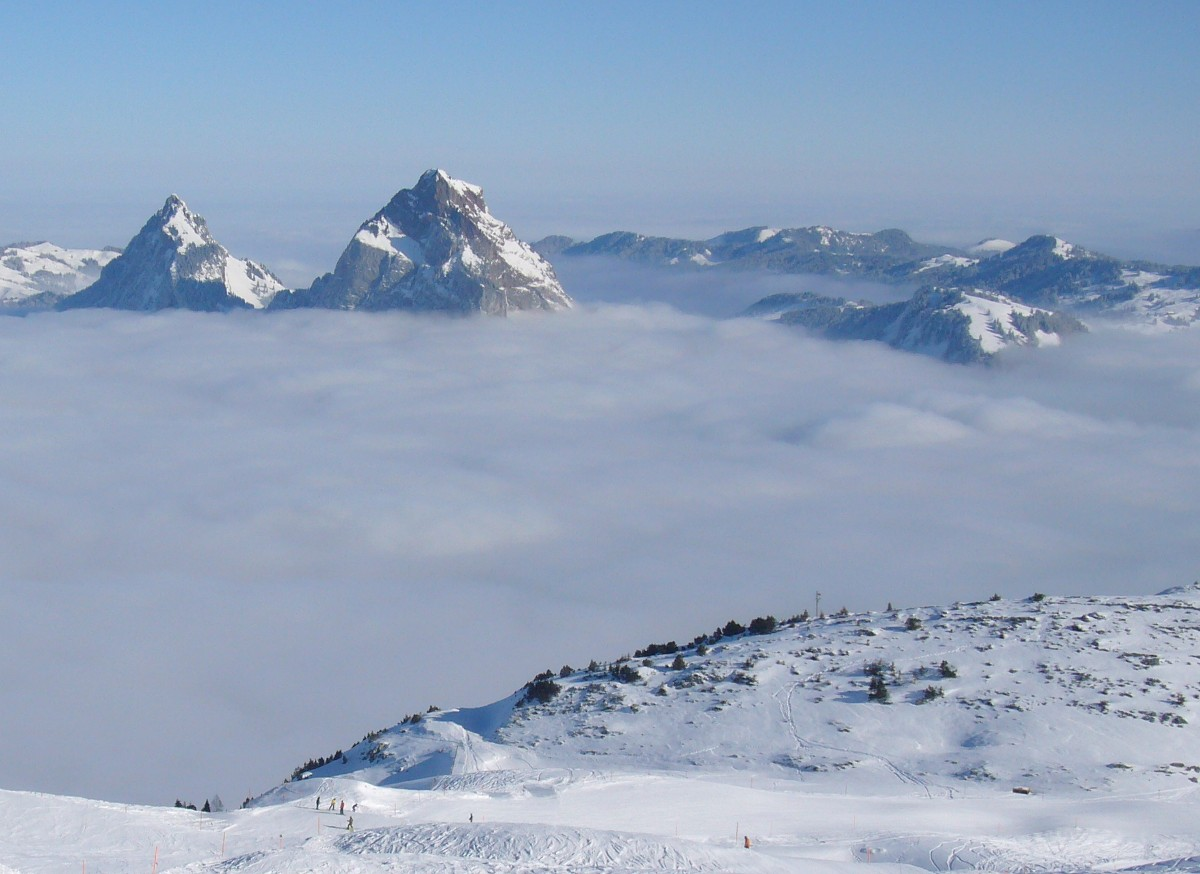

47°2′20″N 8°44′0″E / 47.03889°N 8.73333°E
富爾格倫施托克山（德語：Furggelenstock），是瑞士的山峰，位於該國中部，由施維茨州負責管轄，屬於施維茨前阿爾卑斯山脈的一部分，距離大米滕山3.2公里，海拔高度1,656米，每年平均降雨量2,385毫米。